# Zejtyn-Kosz
Zejtyn-Kosz (Bałyk-Kaszyn-Kajasy, ukr. Зейтін-Кош, 1537 m n.p.m.) – jeden z najwyższych szczytów Gór Krymskich, trzeci co do wysokości.
Od północy i zachodu połogie stoki, od południa i wschodu ograniczony skalistymi urwiskami.